# Mayon
Mayon er en vulkan i Filippinerne. Den er 2.462 m høj og af en form, der er stort set perfekt konisk. Den er beliggende i provinsen Albay mod øst og omtrent midt i landet i nord-sydlig retning. Mayon anses for at være en af de farligste vulkaner i verden.
Mayons voldsomste udbrud fandt sted 1. februar 1814, hvor lava totalt begravede byen Cagsawa med 1.200 mennesker.
18. juli 2006 viste vulkanen tegn på øget aktivitet med faldende klippestykker og udslip af svovloxid. Dette kunne være tegn på et snarligt udbrud, og 7. august tiltager faresignalerne, så de lokale myndigheder har beordret evakuering af op imod 50.000 mennesker i vulkanens nærhed, blandt andet i provinshovedstaden Legazpi.
20. december 2009 hævde det filippinske institut for vulkanologi og seimsmologi (PHILVOCS) risikovurderingen til niveau 4 på en skala hvor 5 er et aktivt udbrud. På tidpunktet hvor risikovurderingen blev skærpet, var der registreret 453 jordskælv i løbet af 4 timer. 

## Billeder
- Vulkanen set fra verdensrummet
- Mayons symmetriske koniske form (billede fra 1926)
- Mayon i 1928
- Mayon i 2004